# Chronojump Boscosystem
Chronojump Boscosystem es una herramienta informática para medida, gestión y estadísticas de tests deportivos de corta duración.

## Funcionalidades
- Registra y evalúa saltos, carreras, ejercicios con pesas y máquinas inerciales, tests de fuerza, ritmos, tiempos de reacción y otros eventos de corta duración midiendo la fuerza, potencia, tiempo de reacción, velocidad, resistencia, coordinación, agilidad y ritmo.

## Componentes
El sistema se compone de:
- Software cliente Chronojump: Se comunica con el usuario, hardware Chronopic y servidor. Es parte del escritorio GNOME.
- Hardware abierto[1] Chronopic: Cronometra la duración de las fases de uno o varios dispositivos de medición y envía los datos al software Chronojump.

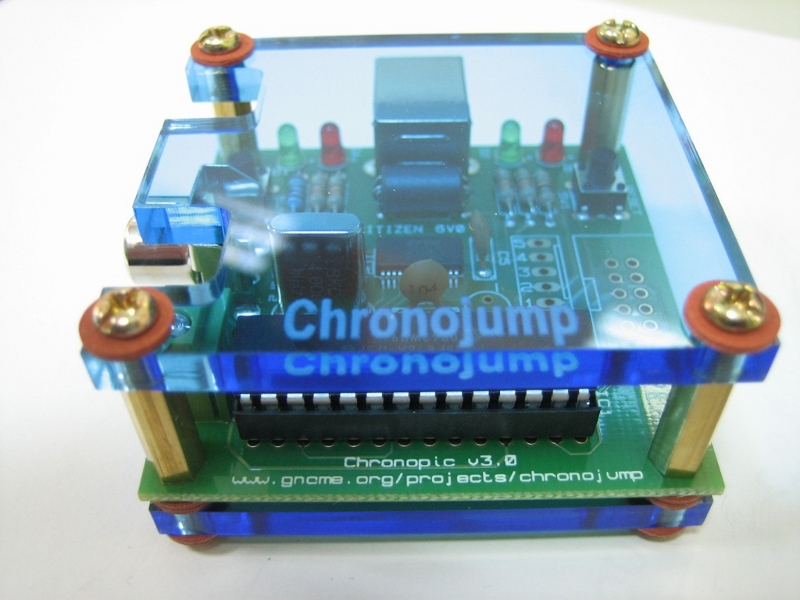
Chronopic3

- Dispositivos de medición: Plataformas de contacto, células fotoeléctricas, encoder, sensor de fuerzas y dispositivos sincronización sincronización.

## Comparación con otras herramientas
Existen otras herramientas informáticas para la medición de la altura del salto vertical a partir del tiempo de vuelo como:
- AthletJump IBV
- Axon Jump
- ErgoJump
- Just Jump Pad
- OptoJump Next
- MuscleLab
- MyJump
- SpeedLight6
- WinLaborat

Para la medición de movimientos deportivos mediante encoder también existen otras herramientas:
- Gymaware
- Isocontrol
- MuscleLab
- SmartCoach
- T-Force

## Premios y reconocimientos
Premio al mejor software en Les Trophées du libre 2007, en la categoría "Educación".